# مات سنكلير
مات سنكلير (بالإنجليزية: Matt Sinclair)‏ هو لاعب كرة قدم أمريكية أمريكي، ولد في 24 يوليو 1982 في سانت لويس في الولايات المتحدة.

## وصلات خارجية
- مات سنكلير على موقع مرجع كرة القدم المحترفة.كوم (الإنجليزية)